# Aruküla
Aruküla je naseljeno mjesto (est. alevik) u okrugu Harjumaa, sjeverna Estonija. Aruküla ima 2.016 stanovnika (podatak od1. siječnja 2013.)  i obuhvaća 3,56 km2. Od Tallinna je udaljena 25 kilometara.

## Vanjske poveznice
|  | Zajednički poslužitelj ima još gradiva o temi Aruküla |